# اولاپاریب
اولاپاریب (انگلیسی: Olaparib) با نام تجاری لینپارزا دارویی است که به‌عنوان درمان نگهدارنده در سرطان‌های پیشرفتهٔ تخمدان که دچار جهش در ژن BRCA هستند، استفاده می‌شود. این دارو از دستهٔ بازدارنده‌های آنزیم PARP است که در بازسازی دی‌ان‌ای نقش دارد. این دارو در افرادی به‌کار می‌رود که دچار جهش مادرزادی در ژن‌های BRCA1 و BRCA2 هستند و دچار سرطان‌های پستان، تخمدان یا پروستات می‌شوند.
اولاپاریب در دسامبر ۲۰۱۴ از سوی آژانس دارویی اروپا و سازمان غذا و داروی آمریکا جهت استفادهٔ غیرترکیبی (تکی) تأیید شد. آژانس دارویی اروپا آن را برای درمان سرطان تخمدان با جهش سلول‌های زایا (gBRCAm) تأیید کرد که به سه خط درمانی شیمی‌درمانی پیشین پاسخ نداده باشد. در ژانویهٔ ۲۰۱۸ سازمان غذا و داروی آمریکا آن را برای سرطان پستان با جهش سلول زایا و بدون گیرندهٔ HER2/neu، مورد پذیرش قرار داد. پیش‌تر، سودمندی اولاپاریب در یک کارآزمایی بالینی تصادفی فاز ۳ به اثبات رسیده بود. این دارو توسط شرکت زیست‌فناوری بریتانیایی «کودوس فارماسوتیکالز» تکوین یافت که با همت استیون جکسون از دانشگاه کمبریج پایه‌گذاری شده بود. این شرکت اینک در مالکیت آسترازنکا است و اولاپاریب با همکاری آسترازنکا و شرکت مِـرک تولید می‌شود.
این دارو در ترکیب با تموزولاماید، اثربخشی قابل توجهی در کارسینومای سلول کوچک عودکرده دارد.

## موارد مصرف
اولاپاریب برای درمان سرطان پستان، سرطان تخمدان، سرطان لوله رحم، سرطان پردهٔ صفاق، سرطان لوزالمعده و سرطان پروستات اندیکاسیون دارد.

## عوارض جانبی
عوارض جانبی دارو شامل اثرهای گوارشی همچون تهوع، استفراغ و بی‌اشتهایی، خستگی، درد ماهیچه و مفصل، افت سلول‌های خونی (مثلاً کم‌خونی) و احتمال بروز سرطان خون است. در کارآزمایی‌های بالینی و با دوزهای زیادتر از حد معمول، خواب‌آلودگی هم مشاهده شده‌است.

## مکانیسم اثر
اولاپاریب همچون یک مهارکننده آنزیم پلی (ای‌دی‌پی-ریبوز) پلیمراز (PARP) عمل می‌کند و یک بازدارنده پی‌ای‌آرپی است. جهش‌های ژنی BRCA1/2 ممکن است فرد را از نظر ژنتیکی مستعد ابتلا به برخی از انواع سرطان کند و احتمال دارد آنان را در برابر سایر اشکال درمان مقاوم سازد. با این حال، این سرطان‌ها گاهی آسیب‌پذیری منحصربه‌فردی دارند، زیرا سلول‌های سرطانی وابستگی شدیدی به آنزیم پلی (ای‌دی‌پی-ریبوز) پلیمراز برای ترمیم DNA خود دارند و آنها را قادر به ادامه تقسیم می‌کنند. این بدان معنی است که تجویز داروهایی که به‌طور انتخابی این آنزیم خاص را مهار می‌کنند، ممکن است در صورتی که سرطان‌ها مستعد این درمان باشند، مفید باشند.